# Тхак Андрій В'ячеславович
Андрі́й В'ячесла́вович Тхак (нар. 29 липня 1988, Бар — 28 квітня 2022) — головний сержант, військовослужбовець 70-го центру інженерного забезпечення Збройних сил України. Учасник російсько-української війни. Нагороджений орденом «За мужність» III ступеня (посмертно).

## Життєвий шлях
Після закінчення 9 класу школи № 1 навчався у ДНЗ «Барський професійний будівельний ліцей» по професії «Електрогазозварник» у групі № 19 з 2003 по 2006 роки.
До повномаштабної війни служив у Військовій частині А0853.
Загинув 28 квітня 2022 року. У той же час загинули молодший сержант Сергій Дроздов із села Балки та старший солдат Олексій Кучерук із села Гавришівка. 
Без Андрія залишились батько, мама, дружина, два сини, сестра та племінники.
Похований 4 травня в місті Бар.

## Нагороди та вшанування
За особисту мужність і героїзм, виявлені у захисті державного суверенітету та територіальної цілісності України, вірність військовій присязі під час російсько-української війни, відзначений — нагороджений:
- орденом «За мужність» III ступеня (1 червня 2022, посмертно).[2]